# Fat Joe
Fat Joe, nome artístico de Joseph Antonio Cartagena (Nova Iorque, 19 de agosto de 1970), conhecido também por Crack, é um rapper americano de ascendência porto-riquenha. Apesar de ter contrato com a Imperial Records, também administra seu próprio rótulo a Terror Squad Entertainment, da qual é o CEO e principal artista.

## Carreira
Fat Joe nasceu em 29 de agosto de 1970 em South Bronx área da cidade de Nova York, onde ele foi criado por pais de Porto Rico  e Cuba. Ele morava em Condomínios e começou a roubar em uma idade jovem para sustentar sua família. Ele também admite que ele era um valentão na sua infância.  Seu irmão o apresentou a música rap. Como um adolescente, ele foi muito influenciado pelo colega Latino rapper Big Pun. Fat Joe explicou a influência do rapper sobre ele dizendo "latinos antes de nós que tiveram a oportunidade de fazê-lo simplesmente não sabiam como fazê-lo. Eles vieram na tentativa de fazer isso música negra, agitando bandeiras. [Mas] nós fomos tentando chutar as portas para outros latinos e representando nosso povo, e mostra."
O álbum solo de estréia de Fat Joe, Represent, foi lançado em 1993 e gerou o single "Flow Joe", que alcançou o número um nas músicas da Billboard Hot Rap. Seu álbum de maior sucesso comercial até hoje foi Jealous Ones Still Envy (J.O.S.E) (2001); foi certificado como silver pela British Phonographic Industry.

## Controvérsias

### Conflito com 50 Cent
50 Cent atacou Fat Joe em sua música de 2005 chamada "Piggy Bank", do álbum The Massacre. Por causa da participação de Fat Joe com Ja Rule, 50 falou "That fat nigga thought. 'Lean Back' was 'In The Club (música)'. My shit sold eleven thousand, his shit was a dud."
Alguns dias após "Piggy Bank" ter sido lançada, uma resposta de Fat Joe apareceu na internet com o refrão da música-tema do desenho animado "Flinstones".
Várias versões apareceram com o nome de "Fake Gangsta", "Fuck 50", e simplesmente "Fat Joe 50 Dis Track". Isso acabou quando oficialmente a música foi chamada de "My fo'fo'" (se referindo à uma .44 Magnum), saindo como Bonus Track no álbum All or Nothing, junto com "Lean Back Remix", com participações de Ma$e, Lil' Jon, Eminem e Remy Ma.

## Discografia

### Álbuns de estúdio
- 1993 - Represent
- 1995 - Jealous One's Envy
- 1998 - Don Cartagena
- 2001 - Jealous Ones Still Envy (J.O.S.E.)
- 2002 - Loyalty
- 2005 - All or Nothing
- 2006 - Me, Myself & I
- 2008 - The Elephant in the Room
- 2009 - Jealous Ones Still Envy 2 (J.O.S.E. 2)
- 2010 - The Darkside Vol. 1
- 2011 - The Darkside Vol. 2
- 2017 - Plata o Plomo (álbum colaborativo com Remy Ma)
- 2019 - Family Ties (colaborativo com Dre)

### Singles
- 2000 "Feelin' So Good" (Jennifer Lopez featuring Big Pun & Fat Joe) #51 US, #7 UK
- 2001 "We Thuggin'" (featuring R. Kelly) #15 US
- 2002 "What's Luv?" (featuring Ashanti and Ja Rule) #Alcançou o segundo lugar na Billboard Hot 100, permanecendo na parada por vinte semanas. Também foi um sucesso internacional, alcançando o Top 5 na Austrália, Reino Unido e Europa.[7]
- 2002 "Crush Tonight" (featuring Ginuwine) #77 US
- 2002 "Take a look my life" #88 US
- 2003 "All I Need" (featuring Tony Sunshine & Armageddon) #86 US
- 2003 "I Want You" (Thalía featuring Fat Joe) #22 US
- 2004 "Lean Back" (Terror Squad featuring Fat Joe and Lil Kim) #1 US, #24 UK
- 2004 "New York" (Ja Rule featuring Fat Joe & Jadakiss) #27 US
- 2005 "Hold You Down" (Jennifer Lopez featuring Fat Joe) #64 US, #6 UK
- 2005 "So Much More" #81 US
- 2005 "Get It Poppin'" (featuring Nelly) #9 US, #34 UK
- 2005 "I Don't Care" (Ricky Martin featuring Fat Joe and Amerie) #65 US
- 2006 "Make It Rain" (featuring Lil' Wayne) #47 US
- 2006 "Breathe & Stop" (featuring The Game)
- 2006 *"tu amor" (RBD Feat Fat Joe)
- 2006 "Figthin Over Me"(Paris Hilton featuring Fat Joe e Jadakiss)
- 2007 "I Won't Tell" (Fat Joe featuring J. Holiday)
- 2008 "Ain't Say Nothing" (Feat. Plies & Dre)
- 2008 "Cocababy"
- 2007 "Make It Rain" (Remix) (Feat. Scott Storch, Lil Wayne, DJ Khaled, Birdman, R. Kelly, T.I., Ace Mack & Rick Ross)
- 2016``All The Way Up´´(Feat. Remy Ma, French Montana, Infared)

## Filmografia e Videogames
- 1999 - Thicker Than Water
- 2001 - Prison Song
- 2002 - Empire
- 2003 - Scary Movie 3 - Todo Mundo em Pânico 3
- 2004 - Def Jam: Fight for NY
- 2006 - Happy Feet - Voz do Seymour
- 2006 - ‘‘The Fast and the Furious: Tokyo Drift Velozes e Furiosos Desafio em Tokio
- 2006 - Def Jam: Fight for NY: The Takeover
- 2015 - Supermodel
- 2016 - She´s Gotta Have It
- 2018 - Night School